# Ophiothamnus laevis
Ophiothamnus laevis är en ormstjärneart som beskrevs av Christian Frederik Lütken 1899. Ophiothamnus laevis ingår i släktet Ophiothamnus och familjen knotterormstjärnor. Inga underarter finns listade i Catalogue of Life.